# BS12 TwellV
BS12 TwellV是日本三井物产運營的卫星电视頻道，也是日本民间放送联盟的准会员。

## 简介
2006年7月7日，公司成立。2007年12月1日上午11:00，免费卫星电视频道“BS12 TwellV”（BS12 トゥエルビ）开播，以高清画质播出，遥控器号码12。BS12 TwellV部分节目为自制，另有相当数量的外购节目。
另外，World Hi-Vision Channel曾运营高尔夫台日本版，但已于2012年3月31日停播。